# 1998 en Allemagne
Chronologie de l’Allemagne
- 1994
- 1995
- 1996
- 1997
- 1998
- 1999
- 2000
- 2001
- 2002

Cet article traite des événements qui se sont produits durant l'année 1998 en Allemagne.

## Gouvernements
- Président : Roman Herzog
- Chancelier : Helmut Kohl (jusqu'au 27 octobre), puis Gerhard Schröder (à partir du 27 octobre)

## Événements

### Février
- 11–22 février : la Berlinale 1998, c'est-à-dire le 48e festival international du film de Berlin, se tient

### Juin

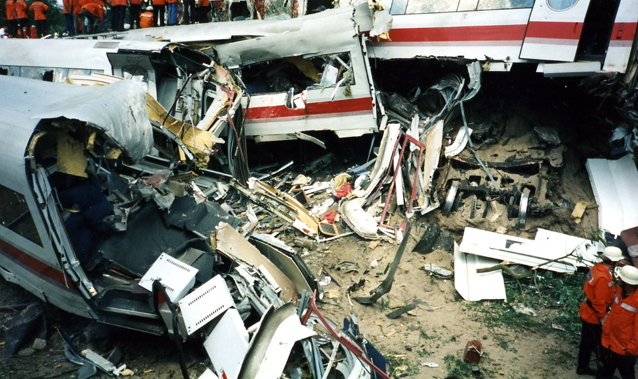
L'accident ferroviaire d'Eschede le 3 juin

- 3 juin : l'accident ferroviaire d'Eschede se produit

### Septembre
- 1er septembre : la Bundesstelle für Flugunfalluntersuchung, c'est-à-dire le Bureau fédéral allemand d'enquête sur les accidents aéronautiques, est formé

## Élections
- 1er mars : Électins législatives régionales en Basse-Saxe
- 13 septembre : Élections législatives régionales en Bavière
- 27 septembre : Élections fédérales
- 27 septembre : Élections législatives régionales en Mecklembourg-Poméranie-Occidentale

## Décès
- 17 février : Ernst Jünger (né en 1895), un soldat et écrivain
- 13 mars : Hans Joachim Pabst von Ohain (né en 1911), un des inventeurs du moteur à réaction
- 2 avril : Rob Pilatus (né en 1965), un mannequin et chanteur
- 14 août : Hans-Joachim Kulenkampff (né en 1921), un acteur et animateur de télévision